# Dominique Malonga
Dominique Sossorobla Malonga (Chatenay-Malabry, Francia, 8 de enero de 1989) es un futbolista congoleño. Juega de delantero en la A. S. Torino Calcio.

## Trayectoria
Malonga es un ariete físico y luchador que llegó a ser internacional con la selección congoleña. Empezó su carrera en el Mónaco, de donde saltó a Italia. Allí jugó en Torino, Foggia, Cesena y Vicenza, antes de aterrizar en Murcia. La temporada 2015-16 la comenzó en el Hibernian escocés y la acabaría en el Pro Vercelli, al que llegó en enero.
Por lo que más se le conoce en España es por su etapa en el Real Murcia en la temporada 2013-14. Chuti Molina, por aquel entonces máximo responsable de la parcela deportiva del club grana, apostó por el delantero franco-congoleño para reforzar la zona ofensiva. Su rol fue fundamentalmente de segunda opción en la punta del ataque, Malonga participó en 29 partidos, 17 de ellos partiendo como suplente, y marcó cinco goles.
En la temporada 2015-16, en el Hibernian marcó cuatro tantos en 19 partidos de la Segunda división escocesa y en las filas del Pro Vercelli anotó tres goles en 16 partidos.
En la siguiente temporada, la 2016-17, durante la primera vuelta estuvo inédito en las filas del Pro Vercelli, hasta que en enero de 2017 se convirtió en la tercera incorporación del Elche en el mercado invernal, este fichaje es una apuesta del director deportivo Chuti Molina, que conoce al jugador de su anterior etapa en el Real Murcia.

## Clubes
| Club                       | País      | Año       |
| -------------------------- | --------- | --------- |
| A. S. Monaco F. C. II      | Francia   | 2007      |
| Torino F. C.               | Italia    | 2007-2009 |
| Foggia Calcio (cedido)     | Italia    | 2009      |
| A. C. Cesena               | Italia    | 2009-2014 |
| Vicenza Calcio (cedido)    | Italia    | 2012-2013 |
| Real Murcia C. F. (cedido) | España    | 2013-2014 |
| Hibernian F. C.            | Escocia   | 2014-2016 |
| U. S. Pro Vercelli Calcio  | Italia    | 2016-2017 |
| Elche C. F.                | España    | 2017      |
| Servette F. C.             | Suiza     | 2017-2018 |
| Kissamikos                 | Grecia    | 2018-2019 |
| Cavalry F. C.              | Canadá    | 2019      |
| PFC Lokomotiv Plovdiv      | Bulgaria  | 2020      |
| KPV Kokkola                | Finlandia | 2021      |
| Þór Akureyri               | Islandia  | 2021      |
| Virtus Matino              | Italia    | 2022      |
| A. S. Torino Calcio        | Italia    | 2022-     |

## Palmarés

### Títulos nacionales
| Título           | Club                  | País     | Año  |
| ---------------- | --------------------- | -------- | ---- |
| Copa de Bulgaria | PFC Lokomotiv Plovdiv | Bulgaria | 2020 |